# Kovács Magda (villamosmérnök)
Kovács Magda (1931 – 2006. szeptember 6.) egyetemi doktor, a magyarországi távoktatási rendszer egyik elindítója, a Gábor Dénes Főiskola elindulásának szervezője.

## Tanulmányai
- 1954-ben diplomázott a Budapesti Műszaki Egyetem villamosmérnöki szakán
- 1965-ben mérnök-közgazdász diplomát szerzett a Marx Károly Közgazdaságtudományi Egyetemen
- 1977-ben egyetemi doktorrá avatták
- 1996-ban PhD-fokozatot szerzett

## Munkássága
- 1955: minőségvizsgáló laboratóriumi mérnök az ORION-nál
- 1956: tervezőmérnök az ÉVITERV-nél
- 1959: fejlesztőmérnök a Csepel Fémműnél (Izotópos vastagságmérő)
- 1963: szakági főmérnök a KGM Automatika Titkárságnál (digitális áramkörök tervezése diszkrét komponensekkel)
- 1973: tudományos főmunkatárs a Híradástechnika Ipari Kutató Intézetben (integrált áramkörök fejlesztése)
- 1979-ben létrehozta az LSI Informatikai Oktatóközpont a Mikroelektronika Alkalmazásának Kultúrájáért Alapítványt, illetve munkaszervezetét az LSI Informatikai Oktatóközpontot, melynek vezetője lett
- 1992-ben a SZÁMALK-kal együttműködésben a Gábor Dénes Főiskola megalapításánál működött közre, melynek alapító főigazgatója lett
- 1992-től 1997-ig a Gábor Dénes Főiskola Számítógéprendszerek és rendszerszoftverek tanszékének vezetője, majd 2002-től 2004-ig a főiskola főigazgatója lett
- 134 szakmai publikációt jegyzett

## Elismerések
- 1986: Ifjúságért Érdemérem
- 1987: Munka Érdemrend ezüst fokozata
- 1989: Szocialista Kultúráért érdemérem
- 1992: Tarján-díj (Neumann János Számítógép-tudományi Társaság)
- 1993: ERCOLE D’ORO Ad iniziativa dell’Accademia Internazionale per gli Studi Economici e Sociali (Róma) díj
- 1997: A Magyar Köztársasági Érdemrend középkeresztje
- 2000: Gábor Dénes-díj
- 2004: Gábor Dénes-nívódíj
- 2004: a Zrínyi Miklós Nemzetvédelmi Egyetem Tanácsa által adott „címzetes egyetemi tanári” cím